# 波多馬克軍團 (邦聯)
波多馬克軍團（英語：Confederate Army of the Potomac）成立於1861年5月，包括了6年兵團和大砲團。至1862年，與雪倫多亞軍團及西北軍團結合，人數達82,000人。同年3月，龐大的波多馬克軍團成為北維吉尼亞軍團的一部分。

## 組織

### 步兵團
- 維吉尼亞州第七步兵團